# Ellen Crosby
Ellen Crosby (* 1953 in Boston) ist eine US-amerikanische Schriftstellerin und Journalistin.

## Leben
Ellen Crosby wurde in Boston, Massachusetts, geboren, wuchs aber hauptsächlich in Connecticut auf. Sie machte ihren Bachelor in Politikwissenschaften an der Catholic University of America in Washington, D.C. und erwarb anschließend einen Master in Internationalen Beziehungen von der Johns Hopkins University. Zuerst war sie als Ökonomin beim US-Senat tätig, dann wurde sie Journalistin. Crosby arbeitete als freie Journalistin sowohl in den USA als auch als Korrespondentin in London, Moskau und Genf u. a. für ABC Radio News, das Wall Street Journal und den Christian Science Monitor. Während ihrer Zeit in London in den 1990ern schrieb sie ihren ersten Roman Moscow Nights. Mittlerweile ist sie Vollzeit als Schriftstellerin tätig.
Ellen Crosby lebt mit ihrer Familie in Virginia, im Umland von Washington, D.C.

## Werke

### Wine-Country-Mystery-Serie
- The Merlot Murders.
  - Die Merlot-Morde. dt. von Axel Plantiko, Bastei Lübbe, Bergisch Gladbach 2009, ISBN 978-3-404-92314-4
- The Chardonnay Charade.
  - Die Chardonnay-Scharade. dt. von Axel Plantiko, Bastei Lübbe, Bergisch Gladbach 2010, ISBN 978-3-404-16394-6
- The Bordeaux Betrayal.
  - Der Bordeaux-Betrug. dt. von Axel Plantiko, Bastei Lübbe, Köln 2011, ISBN 978-3-404-16521-6
- The Riesling Retribution.
  - Die Riesling-Rache. dt. von Axel Plantiko, Bastei Lübbe, Köln 2012, ISBN 978-3-404-16595-7
- The Viognier Vendetta. / The Vintage Vendetta.
- The Sauvignon Secret.
- The Champagne Conspiracy.
- The Vineyard Victims.
- Harvest of Secrets.
- The Angels' Share.

### Sophie-Medina-Serie
- Multiple Exposures.
- Ghost Image.

### Weiterer Roman
- Moscow Nights.